# Markstyring
|  | Denne artikel er oprettet af botten Steenthbot ud fra en ekstern database. Den kan derfor have sproglige fejl eller mangler. Denne skabelon kan fjernes efter kontrol af indholdet. |

Markstyring er en dansk dokumentarfilm fra 1983 instrueret af Erik Formstöm.

## Handling
Filmen præsenterer markbogssystemet og viser først, hvordan systemet er bygget op om forskellige skemaer. Derefter bliver det vist, hvordan det kan bruges på en ejendom. Man følger de enkelte faser, planlægning, styring og kontrol, med vægt på de iagttagelser og registreringer, som landmanden skal foretage gennem vækstsæsonen.